# Ramón Llorente Lázaro
Ramón Llorente Lázaro (Madrid, 24 de gener de 1820 - 27 de juliol de 1880) va ser un veterinari i zoòleg espanyol, acadèmic de la Reial Acadèmia Nacional de Medicina i Reial Acadèmia de Ciències Exactes, Físiques i Naturals.

## Biografia
El 1841 es va llicenciar a l'Escola de Veterinària de Madrid, alhora que es graduava a la Facultat de Ciències i al Col·legi de Sant Carles. En 1844 esdevingué professor d'història natural a l'Institut de Lugo, en 1846 fou vice-catedràtic de l'Escola de Veterinària, i en 1847 director interí. En 1861 fou acadèmic fundador de la Reial Acadèmia Nacional de Medicina. Després de la revolució de 1868 fou nomenat novament director de l'Escola de Veterinària i en 1870 fou escollit acadèmic de la Reial Acadèmia de Ciències Exactes, Físiques i Naturals. En 1873 fou membre del Consell de Sanitat. Va fer estudis sobre domesticació d'animals i sobre zoologia aplicada.

## Obres
- Compendio de la bibliografía de la Veterinaria española (1856)